# Oscar Nuñez
Oscar Nuñez (Cuba, 18 november 1958) is een Cubaans-Amerikaanse acteur en komiek.
Hij spreekt vloeiend Spaans en is bij het grote publiek vooral bekend van The Office en Reno 911! In The Office speelt hij accountant Oscar Martínez. In Reno 911! was hij de meesteroplichter Spanish Mike Álvarez.
Verder speelde hij kleine rollen in Curb Your Enthusiasm, 24, The Italian Job en in 2009 in de film The Proposal met Sandra Bullock en Ryan Reynolds. Daarin speelde Nuñez een man die cateraar, stripper en klerk is.

## Films
- Disenchanted (2022) - Edgar
- The Lost City (2022) - Adrian Austin
- Without Men (2010) - Priest Rafael
- Fred: The Movie (2010) - Pet Store Owner
- The Tomato (2010) - The Principal
- Language of a Broken Heart (2010) - Adam Lebowitz
- Love Is Retarded (2010) - Gary
- The Proposal (2009) - Ramone
- Beethoven's Big Break (2008) - Tick
- Reno 911!: Miami (2007) - Jose Jose Jose
- When Do We Eat? (2005) - Santa Designer
- Last Laugh '04 (2004) - Latino Man
- The Italian Job (2003) - Security Guard
- Sun Gods (2002) - Concepción

- Library of Congress Control Number: n2018005654
- Virtual International Authority File: 325151778247718130007
- WorldCat: E39PBJyX4VTrTxjDpmmfDPmyBP